# DDR-Oberliga (Badminton)
Die Oberliga war in der DDR im Badminton die höchste Spielklasse und ermittelte den DDR-Mannschaftsmeister. Mit den Jahren erfuhr sie mehrere Umbenennungen, so wurde sie zeitweise als Verbandsliga, Oberliga A sowie über einen längeren Zeitraum als Sonderliga bezeichnet. Insbesondere der Name Sonderliga spiegelte die besonderen Verhältnisse im Badminton, in der DDR ausschließlich als Federball bezeichnet, im Osten Deutschlands wider: Nur in dieser Liga durfte aufgrund fehlender Devisen zur republikweiten Deckung mit Naturfederbällen gespielt werden – und auch das oft nur mit Billigmarken wie Pioneer, selten mit qualitativ hochwertigen Marken wie Reinforced Shuttlecocks Limited (RSL). Der Rest wurde mit Plastebällen (lange Zeit Bälle der Marke „Schwalbe“) aus eigener Produktion eingedeckt, die immer von deutlich minderer Qualität waren als echte Federbälle oder vergleichbare Plastebälle westlicher Hersteller wie z. B. von Carlton Sports.
1960 fand die erste DDR-Mannschaftsmeisterschaft statt, jedoch noch nicht in Form einer Liga, sondern als Endrunde mit in regionalen Vorausscheiden ermittelten Teilnehmern. Erster Meister wurde am 18. April 1960 Aktivist Tröbitz. Schon im nächsten Jahr startete die erste Oberligasaison. Für Aktivist Tröbitz reichte es diesmal nur zum 2. Platz, Meister wurde die Vertretung von Post Berlin. Die Tröbitzer hielten sich jedoch in den nächsten zehn Jahren schadlos: Alle Titel gingen in das Dorf in die Niederlausitz. Noch fleißiger war in den darauffolgenden zwei Jahrzehnten Einheit Greifswald: Von 1972 an bis zum Ende der DDR gewann das Team alle weiteren Mannschaftstitel.
Der Oberliga folgte als zweithöchste Spielklasse seit der Saison 1961/1962 die Bezirksliga. Ab der Saison 1967/1968 war die DDR-Liga mit vier regionalen Staffeln die zweithöchste Spielklasse der Bezirksliga. Ab 1970/1971 existierte die Oberliga B zwischen DDR-Oberliga und DDR-Liga.

## Die Sieger und Platzierten
| Jahr | Nr.    | Gold               | Silber                    | Bronze                    |
| ---- | ------ | ------------------ | ------------------------- | ------------------------- |
| 1960 | I      | Aktivist Tröbitz   | EBT Berlin                | Einheit Gotha             |
| 1961 | II     | Post Berlin        | Aktivist Tröbitz          | EBT Berlin                |
| 1962 | III    | Aktivist Tröbitz   | Post Berlin               | EBT Berlin                |
| 1963 | IV     | Aktivist Tröbitz   | Post Berlin               | EBT Berlin                |
| 1964 | V      | Aktivist Tröbitz   | Post Berlin               | Motor IFA Karl-Marx-Stadt |
| 1965 | VI     | Aktivist Tröbitz   | Motor IFA Karl-Marx-Stadt | Post Berlin               |
| 1966 | VII    | Aktivist Tröbitz   | HSG DHfK Leipzig          | EBT Berlin                |
| 1967 | VIII   | Aktivist Tröbitz   | Motor Zittau              | EBT Berlin                |
| 1968 | IX     | Aktivist Tröbitz   | Motor Zittau              | HSG DHfK Leipzig          |
| 1969 | X      | Aktivist Tröbitz   | HSG DHfK Leipzig          | Einheit Greifswald        |
| 1970 | XI     | Aktivist Tröbitz   | HSG DHfK Leipzig          | Einheit Greifswald        |
| 1971 | XII    | Aktivist Tröbitz   | Einheit Greifswald        | HSG DHfK Leipzig          |
| 1972 | XIII   | Einheit Greifswald | Fortschritt Tröbitz       | HSG DHfK Leipzig          |
| 1973 | XIV    | Einheit Greifswald | Fortschritt Tröbitz       | HSG DHfK Leipzig          |
| 1974 | XV     | Einheit Greifswald | Fortschritt Tröbitz       | HSG DHfK Leipzig          |
| 1975 | XVI    | Einheit Greifswald | Fortschritt Tröbitz       | HSG DHfK Leipzig          |
| 1976 | XVII   | Einheit Greifswald | HSG DHfK Leipzig          | SG Gittersee              |
| 1977 | XVIII  | Einheit Greifswald | Fortschritt Tröbitz       | SG Gittersee              |
| 1978 | XIX    | Einheit Greifswald | Fortschritt Tröbitz       | HSG DHfK Leipzig          |
| 1979 | XX     | Einheit Greifswald | Fortschritt Tröbitz       | HSG DHfK Leipzig          |
| 1980 | XXI    | Einheit Greifswald | Fortschritt Tröbitz       | HSG Lok HfV Dresden       |
| 1981 | XXII   | Einheit Greifswald | HSG Lok HfV Dresden       | Fortschritt Tröbitz       |
| 1982 | XXIII  | Einheit Greifswald | HSG Lok HfV Dresden       | Fortschritt Tröbitz       |
| 1983 | XXIV   | Einheit Greifswald | HSG Lok HfV Dresden       | Fortschritt Tröbitz       |
| 1984 | XXV    | Einheit Greifswald | HSG Lok HfV Dresden       | Fortschritt Tröbitz       |
| 1985 | XXVI   | Einheit Greifswald | HSG Lok HfV Dresden       | Fortschritt Tröbitz       |
| 1986 | XXVII  | Einheit Greifswald | Fortschritt Tröbitz       | HSG Lok HfV Dresden       |
| 1987 | XXVIII | Einheit Greifswald | HSG Lok HfV Dresden       | Einheit Greifswald II     |
| 1988 | XXIX   | Einheit Greifswald | HSG Lok HfV Dresden       | Einheit Greifswald II     |
| 1989 | XXX    | Einheit Greifswald | HSG Lok HfV Dresden       | EBT Berlin                |
| 1990 | XXXI   | Einheit Greifswald | HSG Lok HfV Dresden       | HSG DHfK Leipzig          |